# 科帕卡瓦納體育場
科帕卡瓦納體育場（Arena Copacabana）是一座位於巴西里約熱內盧科帕卡瓦納的體育場地。此處曾經舉辦2007年泛美運動會沙灘排球、鐵人三項及公開水域游泳賽事。
此處的一个沙灘排球場已被預定為2016年夏季奧林匹克運動會沙灘排球比賽比賽場館。